# هنري تمبل
هنري تمبل هو قانوني ومحامي وسياسي فرنسي، ولد في 1 نوفمبر 1945 في مونبلييه في فرنسا. نشط حزبياً في انهضي فرنسا. وقد انتخب مدير Centre de droit de la consommation et du marché ‏ (2000 – 2012).